# Lago de Gaube

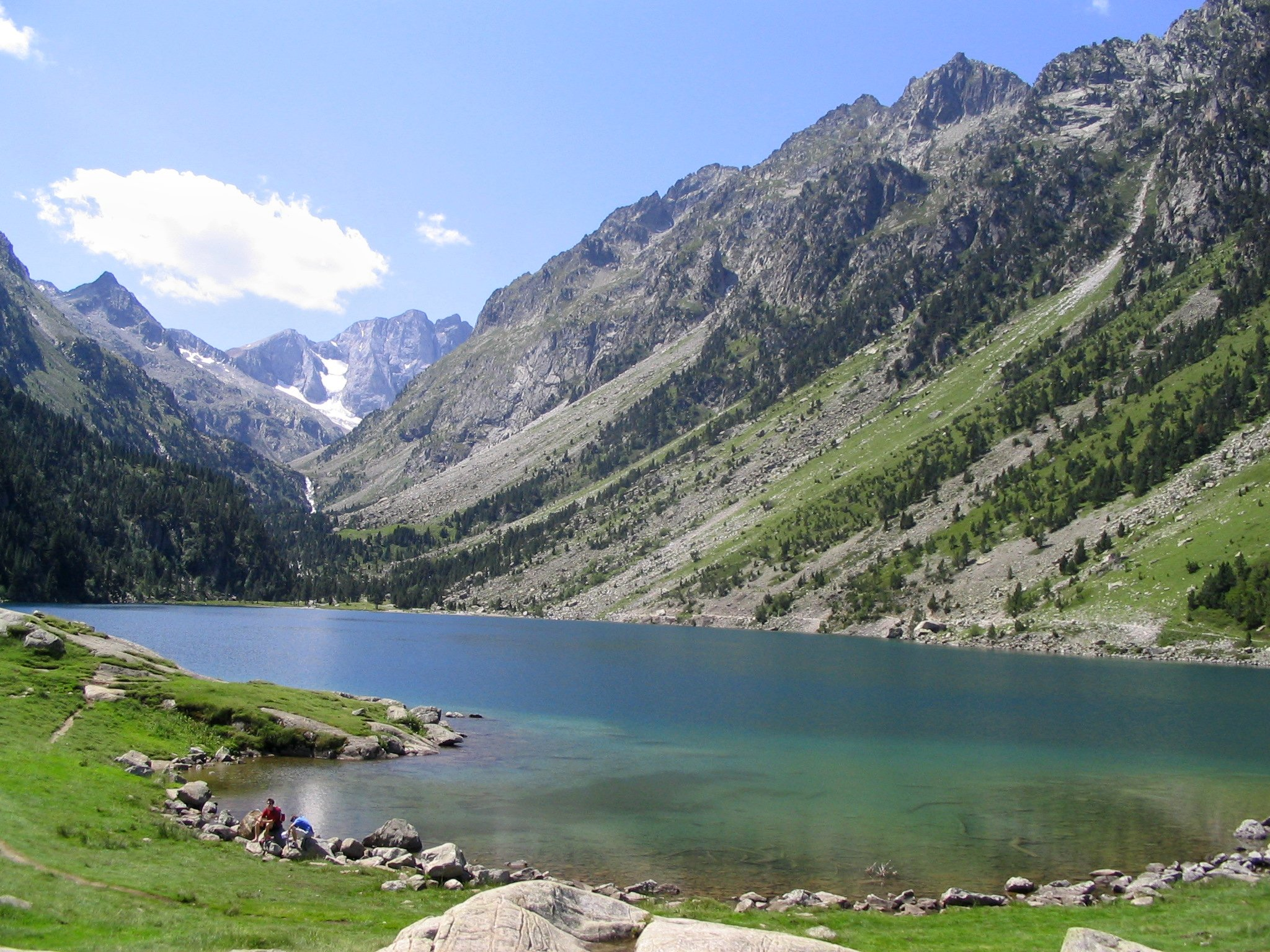
Lago de Gaube con el Vignemale al fondo.

El lago de Gaube (en francés: Lac de Gaube) está situado en el centro de la cordillera de los Pirineos, en el departamento de los Altos Pirineos de Francia. Se ubica a 1.800 metros de altitud, en el valle de Cauterets y dentro del Parque Nacional de los Pirineos. Junto al lago, que es de origen glaciar, existe un pequeño bar desde el que se divisa una vista del lago con el pico Vignemale al fondo.